# Benanthis madagascariensis
Benanthis madagascariensis is een vliesvleugelig insect uit de familie Megachilidae. De wetenschappelijke naam van de soort is voor het eerst geldig gepubliceerd in 1963 door Benoist.